# Сокульский, Владислав Феофилович

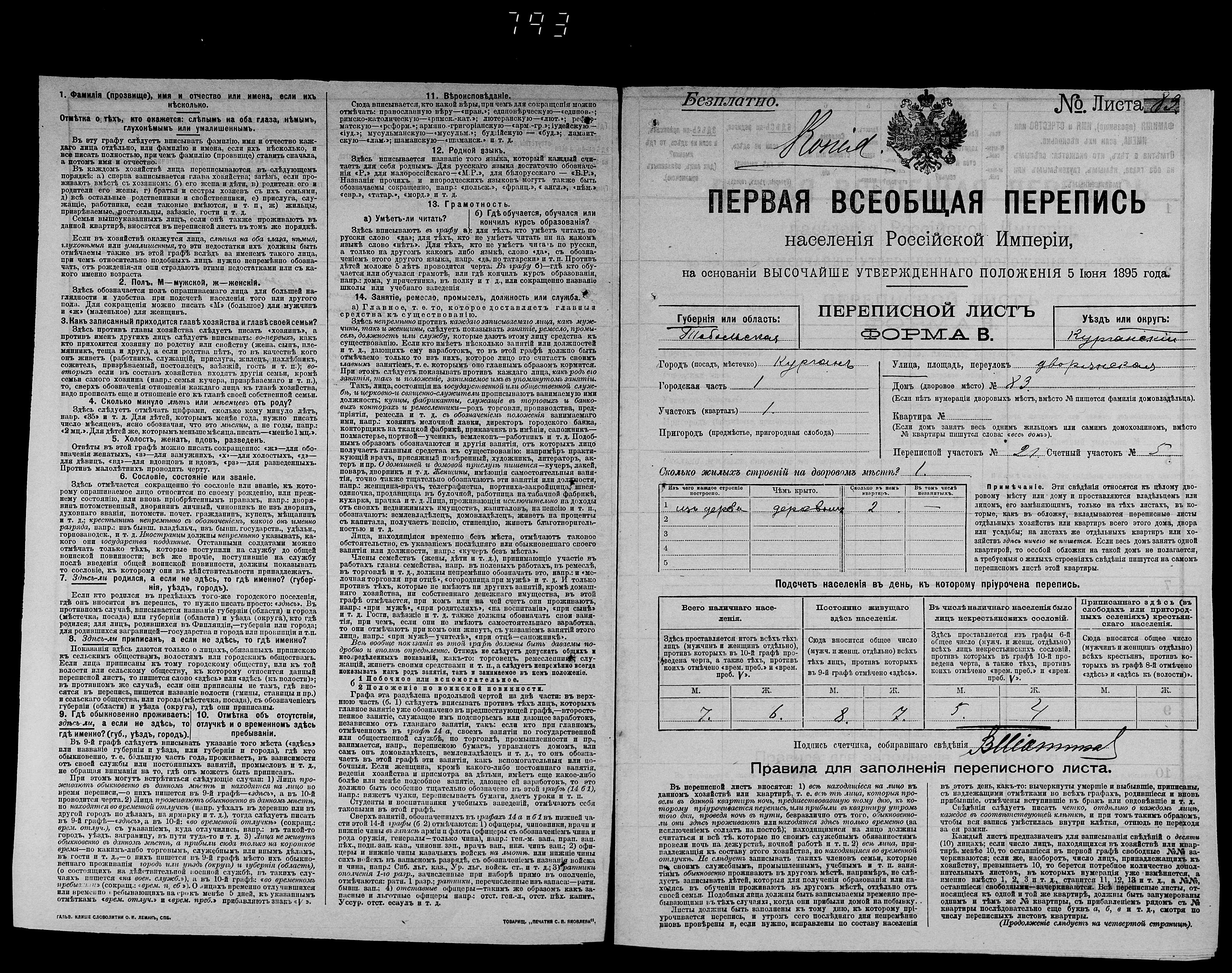
Перепись населения Российской империи (1897), лист с описанием дома в г. Кургане, в котором жила семья Сокульского.

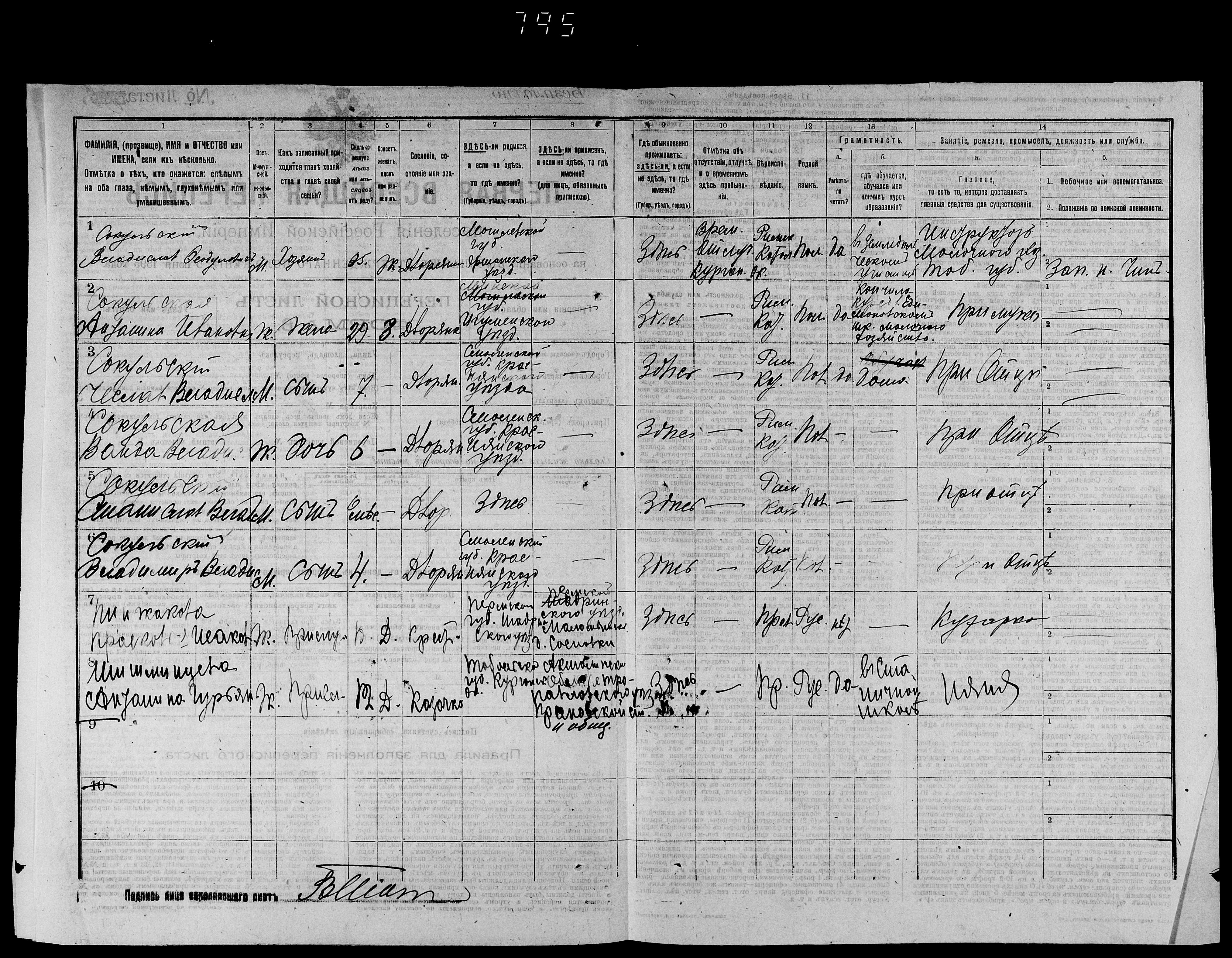
Перепись населения Российской империи (1897), лист с описанием семьи Сокульского.

Владислав Феофилович Сокульский (1861, Оршанский уезд, Могилёвская губерния — 4 января 1919, Курган, Тобольская губерния) — российский маслодел, организатор артельных  маслоделен в Западной Сибири.

## Биография
Владислав Феофилович Сокульский родился в 1861 году в дворянской семье в Оршанском уезде Могилёвской губернии, ныне Витебская область Республики Белапусь. Поляк.  Римско-католического вероисповедания.
Образование получил в Горыгорецком земледельческом училище Могилёвской губернии. В 1884 году проходил практику в Едимоновской школе молочного хозяйства, где освоил технологию производства всех сортов масла и наиболее ходовых сортов сыра.
Весной 1887 года он посетил Романовский, Ярославский и Пошехонский уезды Ярославской губернии для обследования местного молочного скота. Осенью 1887 года помог устроить молочный отдел Всероссийской выставки сельского хозяйства в Харькове. В дни работы выставки он получил выгодное предложение от агронома-управителя одного крупного имения заняться выбраковкой молочного скота и, вообще, наладить молочное дело. Закончив работу по контракту в имении, посвятил себя насаждению правильного молочного хозяйства среди крестьян.
С 1889 по 1895 год в Смоленской губернии заведовал передвижной школой маслоделия Министерства земледелия и государственных имуществ. Всего он сменил 18 мест в пределах Краснинского, Юхновского и Поречского уездов; принял участие в подготовке и проведении нескольких выставок.
Командирован в город Курган Тобольской губернии в должности младшего инструктора молочного хозяйства, прибыл 7 (19) сентября 1895 года. Он застал проходившую в городе Первую сельскохозяйственную и кустарно-промышленную выставку и принял участие в устройстве конкурсной выставки местного рогатого скота. На выставке он демонстрировал сепараторы, из которых наибольшим успехом пользовался сепаратор «Колибри», приводимый в движение рукой и пропускавший за один час семь ведер молока.
Главной целью его командирования на многие годы стала организация артельных (кооперативных) маслоделен, помощь в налаживании их деятельности. 12 (24) декабря 1895 года направил тобольскому губернатору Николаю Модестовичу Богдановичу письмо, в котором просил обеспечить от 2 до 4 стипендий на обучение местных мастеров маслоделия. 8 (20) января 1896 года губернатор обратился к министру земледелия и государственных имуществ Алексею Сергеевичу Ермолову, приложив копию письма Сокульского. Министерство земледелия командировало в распоряжение инструктора маслоделия Сокульского двух мастеров – русского Миловидова и датчанина Лефельдта. Третий мастер, Старцев, был приглашен из Пермской губернии. Он изучал молочное дело на ферме при Красноуфимском промышленном училище, а затем набирался опыта на частных заводах этой же губернии. Четвертый мастер обучался у Николая Васильевича Верещагина, зачинателя, артельного маслоделия и сыроварения в России. Мастера в 1896 году налаживали производство экспортного масла в первых четырех артельных маслодельнях: Моревской и Скородумовской Ялуторовского округа, в Митинской и Мало-Дубровской Курганского округа. Началось обучение 6 учеников из числа местных жителей. В начале 1897 года открылась Больше-Дубровская маслодельня. По инициативе Сокульского на базе Больше-Дубровского артельного завода была открыта школа маслоделия, в которой, помимо Сокульского, проводили занятия командированные в его распоряжение мастера. В 1898 году был первый выпуск. Крестьяне не могли набрать денег на оборудование завода, поэтому стимулом стали иностранные предприятия по экспорту масла, которые стали давать ссуды и поставлять готовые комплекты оборудования в кредит. Стало возможным вести дело, не имея основного и оборотного капитала. В 1913 году из Сибири вывезли 4 млн. пудов масла. В 1914 году число артельных маслоделен в Западной Сибири достигло двух тысяч.
Позднее министерство земледелия и государственных имуществ выделило средства на устройство Беловской школы молочного хозяйства в Петропавловском уезде Акмолинской области.
Участвовал также в практическом решении проблемы транспортировки масла до балтийских портов для доставки экспортного товара далее по морю в Лондон европейскому потребителю. 25 июля (6 августа)  1898 года выехал из Кургана через Санкт-Петербург в Ревель с первым «масляным поездом», снабжённым льдом, и эта пробная поездка заняла 11 дней. Дальше до западных рынков масло доставлялось морским путём. Фирменным знаком на бочках с сибирским маслом служило изображение белого лебедя.
По его инициативе в 1898 году была учреждена комиссия по маслоделию при Курганском отделе Императорского Московского общества сельского хозяйства (ИМОСХ), а в 1899 году создано Курганское сельскохозяйственное товарищество для сбыта масла. В 1901 году возглавил Справочное бюро по молочному хозяйству.
Община римско-католического исповедания поручила Владиславу Сокульскому купить у городской управы землю под строительство костёла. 26 февраля (11 марта)  1902 года был составлен проект купчей о продаже Общине пустопорожнего места земли на углу Запольной улицы и Телеграфного переулка (ныне ул. Урицкого — ул. Красина, ныне на этом месте магазин «Товарищество предпринимателей»). В 1915 году костёл был построен.
В мае 1902 года, на очередном заседании Курганского отдела ИМОСХ под председательством Александра Николаевича Балакшина, Сокульского не переизбрали в члены молочной комиссии, а в 1903 году — и в состав правления Общества. В Кургане сложилась ситуация, когда одновременно действовали правительственный персонал во главе с В. Сокульским и А. Балакшин, возглавлявший 12 артелей-учредителей Союза Сибирских маслодельных артелей (ССМА). К концу 1910 года умелая пропаганда А. Балакшина вовлекла в Союз 181 артель (созданных вновь и действующих). Было обещано отстранить датских экспортеров, миновать городских оптовиков в Англии, выйти напрямую к потребителю, а деньги посредников отдать заводам.
2 (15) июня 1903 года Государственный Совет выделил маслоделам 160 тыс. руб. из фонда Государственного казначейства на непредвиденные расходы. Деньги пошли на субсидирование ССМА Балакшина (7 тыс. руб. в год); увеличение числа инструкторов и мастеров (78 тыс. руб. в год); учреждение и содержание испытательных лабораторий, школ и курсов; на ссуды маслоделам. Был усовершенствован специальный железнодорожный тариф к портам Балтики (утвержденный еще в 1897 году) и продлен таможенным ведомством беспошлинный ввоз буковой клепки - англичане покупали масло только в буковых бочонках.
В августе 1903 года вторично сопровождал «масляный поезд» из Кургана в порт Риги. Критические замечания Сокульского помогли выработать требования к проекту улучшенной конструкции вагонов-ледников.
В 1904 году участвовал в «Совещании о некоторых неотложных нуждах сибирского маслоделия» в Санкт-Петербурге.
В 1910 году в докладе императору Пётр Аркадьевич Столыпин и Александр Васильевич Кривошеин отмечали, что вывоз масла дает больше золота, чем все сибирские золотые прииски вместе взятые.
Много внимания уделял повышению качества и конкурентоспособности сибирского масла. Вывоз этого продукта давал стране больше золота, чем все сибирские золотые прииски вместе взятые.
С мая 1911 года был занят подготовкой молочного отдела на первой Западно-Сибирской сельскохозяйственной и промышленно-торговой выставке и летом находился в Омске. К выставке приурочили два съезда, проходившие в доме омской биржи: Съезд сельских хозяев и V Съезд масло-экспортеров, маслоделов и деятелей по молочному хозяйству. Сокульский выступал с докладом на съезде, председательствовал в молочной комиссии, участвовал в экспертизе сыров, а по завершении конкурса организовал аукционную продажу масла.
В июне 1914 года в Тобольске в помещении Управления Государственными имуществами состоялся II Общегубернский сельскохозяйственный съезд. Сокульский возглавлял молочную комиссию съезда. На заключительном заседании Сокульского избрали в члены Губернского агрономического совещания, властные полномочия которого состояли в агрономической помощи населению. Вскоре Сокульский единогласно избран почётным членом КО МОСХ.
Мобилизация на Первую мировую войну оставила заводы без мастеров. Сокульский возобновил работу курсов; его последний (известный нам) выпуск мастеров состоялся в феврале 1917 года в селе Ингалинском Ялуторовского уезда.
Владислав Феофилович Сокульский умер 4 января 1919 года в городе Кургане Курганского уезда Тобольской губернии, в то время находившейся под контролем белогвардейского Российского государства, ныне город — административный центр Курганской области. Похоронен на римско-католическом кладбище, с 1985 года вместо кладбища — парк Победы.

## Награды
- Орден Святой Анны III степени
- Романовский знак отличия «За труды по сельскому хозяйству» II степени

## Семья
- Жена, Антонина Ивановна (1868, Игуменский уезд Минской губернии — ?), числилась прихожанкой курганского костела до 1931 года
  - Сын Чеслав (1890, Краснинский уезд Смоленской губернии — 1915, г. Курган), умер от чахотки
  - Дочь Ванда (1891, г. Красный Смоленской губернии — ?), делопроизводитель Курганского отделения госбанка. Арестована 12 июня 1938 года по обвинению в шпионаже, ст.58-6, 9, 11; 29 июля 1938 года дело прекращено.
  - Сын Владимир (1893, Краснинский уезд Смоленской губернии — 1960-е), у него дочь Елена (?—1998)
  - Сын Станислав (1896, Курган — ?)
  - Сын Иван